# Дакр, Джордж, 5-й барон Дакр из Гисленда
Джордж Дакр (англ. George Dacre; приблизительно 1562 — 17 мая 1569) — английский аристократ, 5-й барон Дакр из Гисленда и 11-й барон Грейсток с 1566 года. Единственный сын Томаса Дакра, 4-го барона Дакра из Гисленда, и его жены Элизабет Лейбёрн. После смерти отца в 1566 году унаследовал баронские титулы и обширные владения в северных графствах — Камберленде, Йоркшире и Нортумберленде. Мать Джорджа вышла замуж во второй раз, за Томаса Говарда, 4-го герцога Норфолка, но в 1567 году умерла при родах. Барон и его сёстры остались жить при дворе отчима. 
Джордж погиб в возрасте приблизительно семи лет из-за падения с лошади и стал последним представителем старшей ветви Дакров из Гисленда. Семейные владения были разделены между его сёстрами, а баронские титулы перешли в состояние неопределённости, хотя о своих правах на них заявил старший из братьев 4-го барона Дакра Леонард.